# Nationwide Children's Hospital Championship
Het Nationwide Children's Hospital Championship is een golftoernooi in de Verenigde Staten en het maakt deel uit van de Web.com Tour. Het toernooi werd opgericht in 2007 en wordt sindsdien telkens gespeeld op de Ohio State University Golf Club in Columbus, Ohio.
Hert is een strokeplay-toernooi dat gespeeld wordt over vier ronden en na de tweede ronde wordt de cut toegepast.

## Geschiedenis
In 2007 werd het toernooi opgericht als de Nationwide Children's Hospital Invitational en de eerste editie werd gewonnen door de Amerikaan Daniel Summerhays die toen het toernooi won als een golfamateur. 
Sinds 2013 maakt dit toernooi deel uit van de Web.com Tour Finals. Het deelnemersveld bestaat uit de top 75 van de Web.com Tour en golfers van de Amerikaanse PGA Tour die na het regulaire seizoen tussen de plaatsen 126 en 200 van de FedEx Cup bezetten.
Door de wijzigingen op de PGA Tour en de Web.com Tour in 2013, wordt het voortaan georganiseerd als het Nationwide Children's Hospital Championship.

## Winnaars
| Jaar                                        | Winnaar                                     | Score                                       | Score                                       | Info                                        |
| Nationwide Children's Hospital Invitational | Nationwide Children's Hospital Invitational | Nationwide Children's Hospital Invitational | Nationwide Children's Hospital Invitational | Nationwide Children's Hospital Invitational |
| ------------------------------------------- | ------------------------------------------- | ------------------------------------------- | ------------------------------------------- | ------------------------------------------- |
| 2007                                        | Daniel Summerhays am                        | 278                                         | –6                                          |                                             |
| 2008                                        | Bill Lunde                                  | 279                                         | –5                                          |                                             |
| 2009                                        | Derek Lamely po                             | 273                                         | –11                                         | Won de play-off van Rickie Fowler           |
| 2010                                        | D.J. Brigman                                | 274                                         | –10                                         |                                             |
| 2011                                        | Harris English am                           | 270                                         | –14                                         |                                             |
| 2012                                        | Ben Kohles po                               | 272                                         | –12                                         | Won de play-off van Luke Guthrie            |
| Nationwide Children's Hospital Championship |                                             |                                             |                                             |                                             |
| 2013                                        | Noh Seung-yul                               | 272                                         | –12                                         |                                             |
| 2014                                        | Justin Thomas po                            | 278                                         | –6                                          | Won de play-off van Richard Sterne          |

| Toernooirecord |  | po = winnaar na play-off |  | am = amateur |